# La tejedora de coronas
La tejedora de coronas es una novela del escritor colombiano Germán Espinosa (1936-2007) escrita entre septiembre de 1969 y abril de 1981, y publicada en 1982, en la que se narra en primera persona la vida de Genoveva Alcocer. El relato inicia el 3 de abril de 1697 con el presunto descubrimiento del planeta Genoveva por parte de Federico Goltar, un joven aficionado de la astronomía que además está enamorado de Genoveva. Descubrimiento que no puede ser publicado puesto que la inquisición de Cartagena lo habría tachado de hereje. En la narración se desarrollan ampliamente los sucesos ocurridos entre mayo y junio de 1697 conocidos como la Expedición de Cartagena (1697).
La historia es contada desde la perspectiva de una Genoveva Alcocer, anciana que se encuentra presa a manos de la inquisición, mientras la bruja de San Antero va revelándole una serie de eventos de los que no tuvo conocimiento directo pero que desencadenan la muerte de toda su familia y de Federico, con lo que se resuelven ciertos pasajes oscuros de la historia. Mientras se relatan estos hechos se narran además los viajes de Genoveva a París, Roma y Estados Unidos, su ingreso en "la logia" y su relación con la Ilustración.
Es considerada como una de las obras más importantes de la literatura colombiana y fue declarada como Obra Patrimonio de la humanidad por la UNESCO en 1992 e incluida en su "Colección de la Unesco de obras representativas" "Tesoros de la literatura mundial"
En términos de la UNESCO la escogencia de la obra se debió a:
 La obra de Germán Espinosa, La Tejedora de Coronas, considerándola la más importante, significativa y lograda novela colombiana de los últimos veinte años diferente a la obra de García Márquez. En el medio literario, es una de las más grandes obras de las letras colombianas.

https://open.unive.it/hitrade/books/UNESCO-Oeuvres.pdf
https://unesdoc.unesco.org/ark:/48223/pf0000105932.locale=es